# Verschlungene Wege
Verschlungene Wege (Originaltitel: Entrelazados) ist eine argentinische musikalische Jugend-Dramedy-Serie, die von Pampa Films und Gloriamundi Producciones für die Walt Disney Company umgesetzt wurde. Die Premiere der Serie fand in Lateinamerika am 12. November 2021 auf Disney+ statt. Im deutschsprachigen Raum erfolgte die Erstveröffentlichung der Serie durch Disney+ am selben Tag.

## Handlung

### Staffel 1
Die 16-jährige Allegra besitzt eine große Hingabe für musikalische Komödien und träumt davon, als Hauptdarstellerin von „Freaky Friday“ Teil der Musiktheatergruppe Eleven O’Clock zu werden. Mit dem gleichen Stück, das vor vielen Jahren ihre Großmutter Cocó, eine lebende Legende des Musiktheaters, berühmt gemacht hat. Allegra schaut zu ihrer Großmutter auf und möchte eines Tages zu einer begnadeten Darstellerin heranwachsen. Doch die Geschehnisse der Vergangenheit, welche die komplizierte und gestörte Beziehung ihrer Großmutter Cocó zu Allegras Mutter Caterina prägen, haben auch gravierende Auswirkungen auf das Leben von Allegra. Dieses verändert sich jedoch dramatisch, als sie in ihrem Zimmer einen geheimnisvollen Armreif findet, welcher sie in das Jahr 1994 bringt. In das Jahr, in dem Caterina so alt war wie Allegra in der Gegenwart und gerade ihre eigene Karriere bei Eleven O’Clock begann. Eine Laufbahn im Schatten ihrer Mutter Cocó, die bereits zu dieser Zeit ein Star und auf dem Höhepunkt ihrer Karriere war. Allegra nutzt ihren Aufenthalt in der Vergangenheit, um mehr über die Geschichte ihrer Familie in Erfahrung zu bringen. Dabei wird Allegra versuchen die entstandenen Wunden zu heilen und ihre Familie wieder ein Stück näher zusammenzuführen. Doch wird es Allegra gelingen, die Vergangenheit zu verändern, um ihren Traum wahr werden zu lassen?

## Produktion
Im November 2020 kündigte Disney die Serie im Zuge einer Offensive an, die beinhaltet ab 2021 um die 70 lokale Original-Produktionen auf Disney+ in Lateinamerika zu veröffentlichen. Aus dieser Ankündigung ging hervor, dass Disney das Produktionsunternehmen Pampa Films beauftragt hatte, eine neue Musikserie für Kinder und junge Erwachsene für Disney+ zu produzieren. Im Januar 2021 teilte Disney weitere Details zur Serie mit, darunter die Hauptdarsteller sowie die Regisseure und Drehbuchautoren. Zudem wurden mehr Einzelheit über die Handlung der Serie bekannt. Am 28. September 2021 wurde bekanntgegeben, dass die komplette erste Staffel im Rahmen des Disney+ Day am 12. November 2021 auf Disney+ in Lateinamerika veröffentlicht wird. Im Mai 2022 wurde die Serie um eine zweite Staffel verlängert.

## Figuren
Allegra ist ein zielstrebiges, leidenschaftliches, begabtes und sich selbst gegenüber anspruchsvolles Mädchen. Sie träumt davon eine begnadete Darstellerin am Musiktheater zu werden und möchte der Musiktheatergruppe Eleven O’Clock beitreten, um dort zu brillieren, und dabei den gleichen Weg einzuschlagen, den einst ihre Großmutter Cocó genommen hat. Allegra ist eine großartige Darstellerin, aber ihr fällt es schwer, sich vom Drehbuch zu lösen und zu improvisieren. Trotz ihres jungen Alters hat sie sehr klare Vorstellungen von ihrer Zukunft und weiß genau, welche Hebel sie in Bewegung setzten muss, um letzten Endes ihren Traum wahr werden zu lassen.
Caterina ist die Mutter von Allegra und hat das Gefühl, ihre Tochter, vor deren Traum eine Darstellerin am Musiktheater zu werden, beschützen zu müssen. Und das hat auch einen traurigen Hintergrund. Sie selbst musste in jungen Jahren am eigenen Leib erfahren, welche Opfer für diesen Traum gebracht werden müssen, und wie brutal der Wettbewerb untereinander ist. Im Jahr 2021 besitzt Caterina einen kleinen Buchladen gegenüber von ihrem Haus. 1994 ist sie eine temperamentvolle Jugendliche mit einer großen Passion fürs Schreiben, einer Leidenschaft, die sie sich mit ihrer Großmutter Lucía teilt.
Cocó ist eine lebende Legende des Musiktheaters. Von außen betrachtet, wirkt sie streng, kaltherzig und divenhaft, doch in ihren tiefsten inneren, ist sie eine gefühlvolle Persönlichkeit. Im Jahr 2021 unterstützt Cocó ihre Enkelin Allegra dabei, dem Ziel, bei Eleven O’Clock Fuß zu fassen, näherzukommen. Cocó war im Jahr 1994 die künstlerische Leiterin von Eleven O’Clock und träumte davon, dass ihre Tochter Caterina in ihre Fußstapfen tritt.
Lucía war die Mutter von Cocó, die Großmutter von Caterina und die Urgroßmutter von Allegra. Sie war eine kluge und witzige Frau und lebte jeden Tag, als wäre es ihr letzter. Lucía war eine unermüdliche Leserin und teilte ihre Leidenschaft für Literatur mit ihrer Enkelin Caterina, zu der sie eine ganz besondere Beziehung pflegte. Durch die Zeitreisen von Allegra ins Jahr 1994, erhält Lucía auch die Gelegenheit eine außergewöhnliche Bindung zu ihrer Urenkelin aufzubauen.
Marco ist ein authentischer, spontaner und extrovertierter, aber auch sensibler Sänger, Tänzer und Schauspieler. Er liebt die Musik und genießt jede Sekunde bei Eleven O’Clock. Seine unzähligen Talente halten scheinbar für den jungen Mann eine glänzende Zukunft in der Welt des Musiktheaters bereit. Doch sein Vater hat andere Pläne mit ihm. Im Jahr 1994 ist er mit Diego befreundet und in einer Beziehung mit Greta.
Greta ist im Jahr 2021 die künstlerische Leiterin von Eleven O’Clock. 1994 war sie selbst noch Darstellerin in der Musiktheatergruppe. Zu der Zeit, war sie zu allem bereit, um die Hauptrolle zu bekommen. Sie unterteilt Eleven O’Clock in zwei Klassen. Zum einen gibt es die Privilegierten, zu denen sie sich zählt, da sie sich ihrer Meinung nach den Platz durch harte Arbeit und Leistungen verdient hat, und dann sind da noch die Anderen. Da ihre Familie nicht wohlhabend war, musste Greta einen Job ausüben, um diese zu unterstützen. Dabei musste sie hart arbeiten, um die Proben und die Sorgen ihrer Familie unter einem Hut zu bringen. Sie war 1994 die beste Freundin von Bárbara, welche die Tochter eines einflussreichen Mitarbeiters von Eleven O’Clock ist.
Félix ist der beste Freund von Allegra seit Kindertagen und heimlich in sie verliebt. Er ist ein begeisterter Filmliebhaber und besitzt ein umfangreiches Wissen über Science-Fiction. Sein Traum ist es, irgendwann mal hinter der Kamera als Filmregisseur zu stehen. Félix ist der engste Vertraute von Allegra und der einzige der über ihre Zeitreisen Bescheid weiß.
Diego hat im Jahr 2021 die Position des Musikdirektors von Eleven O’Clock inne. Im Jahr 1994 ist er selbst noch Teilnehmer der Musiktheatergruppe. Abseits der Bühne ist Diego eher ein unscheinbarer, ruhiger und introvertierter Junge. Doch sobald er eine Bühne betritt, öffnet er sich und liefert ab. Er hegt eine Leidenschaft für die Musik und komponiert gerne Lieder. Seine kreative und tiefgründige Persönlichkeit, gepaart mit seiner Hingabe fürs Komponieren, erwecken die Aufmerksamkeit der jungen Caterina.
Bárbara ist im Jahr 1994 die beste Freundin und engste Vertraute von Greta. Sie spricht zwar im Gegensatz zu Allegra alles geradeheraus, was sie denkt, vergisst dabei aber meist im Vorfeld, über die Konsequenzen ihrer Worte nachzudenken. Durch ihre reichen Eltern, fehlt es im Leben von Bárbara im Grunde genommen an nichts. Doch ihren größten Herzenswunsch kann man mit keinem Geld der Welt kaufen. Und dieser ist wahrhaftiges Talent zu besitzen.
Sofía ist die Tochter von Greta und Diego. Sie ist eine begnadete Sängerin und felsenfest davon überzeugt, dass ihr die Teilnahme an Eleven O'Clock allen Türen zum Ruhm öffnen. Sofía ist eine sehr wettbewerbsorientierte Person, die es genießt im Zentrum der Aufmerksamkeit zu stehen, und dabei alle Blicke auf sich gerichtet zu haben.
Alan ist der ältere Bruder von Félix. Er ist rebellisch, charismatisch und kommt meist ungestraft mit seinen Taten davon. Genau wie Sofía will Alan seinen Weg bei Eleven O'Clock gehen. Zusammen bilden die beiden ein feuriges Duo.

## Besetzung und Synchronisation
Die deutschsprachige Synchronisation entstand nach den Dialogbüchern von Andrea Mayer und Joachim Kretzer sowie unter der Dialogregie von Anja Topf durch die Synchronfirma Studio Hamburg Synchron in Hamburg.

### Hauptdarsteller
| Rolle                  | Im Jahr | Schauspieler         | Staffel | Synchronsprecher      |
| ---------------------- | ------- | -------------------- | ------- | --------------------- |
| Allegra Sharp / Laura  | 2021    | Carolina Domenech    | 1–2     | Jana Dunja Gries      |
| Caterina Sharp         | 2021    | Clara Alonso         | 1–2     | Kristina von Weltzien |
| Caterina Sharp         | 1994    | Manuela Menéndez     | 1       | Laura Pfister         |
| Amelia „Cocó“ Sharp    | 2021    | Elena Roger          | 1–2     | Marion von Stengel    |
| Amelia „Cocó“ Sharp    | 1994    | Elena Roger          | 1       | Marion von Stengel    |
| Amelia „Cocó“ Sharp    | 1975    | Antonia Bengoechea   | 2       |                       |
| Lucía Sharp            | 1994    | Lucila Gandolfo      | 1–2     | Dagmar Dreke          |
| Lucía Sharp            | 1975    | Betina O’Connell     | 2       |                       |
| Ururgroßmutter Allegra | 1975    | Regina Lamm          | 2       |                       |
| Marco Resco            | 2021    | José Giménez Zapiola | 1–2     | Flemming Stein        |
| Marco Resco            | 1994    | José Giménez Zapiola | 1       | Flemming Stein        |
| Marco Resco            | 1975    | José Giménez Zapiola | 2       | Flemming Stein        |
| Félix                  | 2021    | Kevsho               | 1–2     | Julian Henneberg      |
| Diego                  | 2021    | Benjamín Amadeo      | 1–2     | Martin Brücker        |
| Diego                  | 1994    | Manuel Ramos         | 1       | Toni Michael Sattler  |
| Franco                 | 2021    | Rodrigo Pedreira     | 1–2     | Martin Lohmann        |
| Franco                 | 1994    | Rodrigo Pedreira     | 1       | Martin Lohmann        |
| Franco                 | 1975    | Santiago Achaga      | 2       |                       |
| Mike                   | 2021    | Favio Posca          | 1–2     | Frank Logemann        |
| Mike                   | 1994    | Favio Posca          | 1       | Frank Logemann        |
| Greta                  | 2021    | Paula Morales        | 1       | Svenja Pages          |
| Greta                  | 1994    | Tatiana Glikman      | 1       | Samina König          |
| Sofía                  | 2021    | Emilia Mernes        | 1       | Sina Zadra            |
| Alan                   | 2021    | Simón Hempe          | 1       | Vincent Fallow        |
| Dante                  | 1994    | Franco Piffaretti    | 1       | Lino Böttcher         |
| Bárbara Diz            | 2021    | Berenice Gandullo    | 1       | Nadine Schreier       |
| Bárbara Diz            | 1994    | Abril Suliansky      | 1       | Elise Eikermann       |
| Tomás Diz              | 1994    | Fabio Aste           | 1       | Tetje Mierendorf      |
| Paloma                 | 1975    | Rocío Hernández      | 2       |                       |
| Clara                  | 2021    | Agustina Benavidez   | 2       |                       |
| Pedro Alcaraz          | 2021    | Miguel Habud         | 2       |                       |
| Pedro Alcaraz          | 1975    | Beto de Carabassa    | 2       |                       |
| Antonio Resco          | 1975    | Pietro Gian          | 2       |                       |

### Nebendarsteller
| Rolle           | Im Jahr | Schauspieler   | Staffel | Synchronsprecher   |
| --------------- | ------- | -------------- | ------- | ------------------ |
| Miriam          | 1994    | Magela Zanotta | 1       | Angelika Sieveking |
| Camilo          | 1994    | Máximo Ruiz    | 1       | Markus Hanse       |
| Oliverio Gerard | 1994    | Fito Yannelli  | 1       | Michael Bideller   |
| Wachmann        | 1994    | Curly Jiménez  | 1       | Tim Niebuhr        |

## Episodenliste

### Staffel 1
| Nr. (ges.) | Nr. (St.) | Deutscher Titel             | Originaltitel       | Erstveröffentlichung (Lateinamerika) | Deutschsprachige Erstveröffentlichung (D/A/CH) | Regie                          | Drehbuch                                            |
| --- | --------- | --------------------------- | ------------------- | ------------------------------------ | ---------------------------------------------- | ------------------------------ | --------------------------------------------------- |
| 1 | 1         | Der Armreif                 | El brazalete        | 12. Nov. 2021                        | 12. Nov. 2021                                  | Nicolás Silbert & Leandro Mark | Laura Farhi, Javier Castro Albano & Claudio Lacelli |
| Allegra nimmt hinter den Rücken ihrer Mutter Caterina an der Audition für die Musiktheatergruppe „Eleven O' Clock“ teil. Doch Caterina, will nicht, dass ihre Tochter Teil dieser Welt wird. Als sie die Wahrheit herausfindet, kommt es zum Streit zwischen den beiden mit dramatischen Folgen. Allegra trifft zum ersten Mal auf ihre Großmutter Cocó. Sie ist eine Legende des Musiktheaters. Alles ändert sich für Allegra, als sie einen Armreif findet, der sie in die Vergangenheit führt. |           |                             |                     |                                      |                                                |                                |                                                     |
| 2 | 2         | Zurück in die Vergangenheit | Volver al pasado    | 12. Nov. 2021                        | 12. Nov. 2021                                  | Nicolás Silbert & Leandro Mark | Laura Farhi & Javier Castro Albano                  |
| Allegra erhält in der Gegenwart gute Nachrichten im Bezug auf Caterina und erzählt Félix, was vorgefallen ist. Sie versucht, den Armreif wieder funktionstüchtig zu machen, damit sie in die Vergangenheit zurückkehren kann, um dort das Leben ihrer Mutter zu verändern. Greta plant derweilen im Jahr 1994, Caterina zu sabotieren, damit sie die Hauptrolle im Musical an sich reißen kann. |           |                             |                     |                                      |                                                |                                |                                                     |
| 3 | 3         | Der Moment                  | El momento          | 12. Nov. 2021                        | 12. Nov. 2021                                  | Nicolás Silbert & Leandro Mark | Laura Farhi & Javier Castro Albano                  |
| Caterina kehrt in der Gegenwart nach Hause zurück. Cocó, Caterina und Allegra essen zum ersten Mal gemeinsam zu Abend. Caterina findet heraus, dass Allegra erneut beim Vorsprechen für „Eleven O' Clock“ war, und das Abendessen endet in einer Katastrophe. Allegra reist zurück ins Jahr 1994, um den Plan von Greta zu vereiteln. |           |                             |                     |                                      |                                                |                                |                                                     |
| 4 | 4         | CD Room                     | CD Room             | 12. Nov. 2021                        | 12. Nov. 2021                                  | Nicolás Silbert & Leandro Mark | Laura Farhi & Javier Castro Albano                  |
| Allegra beginnt im Jahr 1994, sich mit Caterina anzufreunden. Marco lädt sie zu dem Konzert ein, das er mit Diego gibt. Cocó verbietet Caterina, das Konzert zu besuchen, aber sie weigert sich, so einfach nachzugeben. Caterina gesteht Allegra ihre wahre Leidenschaft. Allegra und Marco kommen sich immer näher. |           |                             |                     |                                      |                                                |                                |                                                     |
| 5 | 5         | Drei Gardenien              | Tres gardenias      | 12. Nov. 2021                        | 12. Nov. 2021                                  | Nicolás Silbert & Leandro Mark | Laura Farhi & Javier Castro Albano                  |
| Allegra versucht, vernünftig mit Caterina zu reden. Lucía gesteht Allegra ihr großes Geheimnis. Caterina konfrontiert Cocó im Jahr 1994 und streitet sich mit Allegra. In der Gegenwart kommt es zu einem Moment der Annäherung zwischen den drei Familienmitgliedern. Indes findet Allegra etwas Schreckliches über Marco heraus. |           |                             |                     |                                      |                                                |                                |                                                     |
| 6 | 6         | Zurückspulen                | Rewind              | 12. Nov. 2021                        | 12. Nov. 2021                                  | Nicolás Silbert & Leandro Mark | Laura Farhi & Javier Castro Albano                  |
| Allegra und Lucía organisieren für Caterina eine besondere Überraschung. Allegra versucht, Caterina zu überreden, ihr wieder zu vertrauen. Félix und Allegra sprechen in der Gegenwart mit Diego und wollen herausfinden, was wirklich während der Premiere des Stücks passiert ist. Allegra trifft eine Entscheidung, die sie näher an 1994 heranführt und weg von der Gegenwart hält. |           |                             |                     |                                      |                                                |                                |                                                     |
| 7 | 7         | Der große Sprung            | El gran salto       | 12. Nov. 2021                        | 12. Nov. 2021                                  | Nicolás Silbert & Leandro Mark | Laura Farhi & Javier Castro Albano                  |
| Allegra überredet Caterina, ihr zu verzeihen, und sie hilft Allegra anschließend bei den Proben für das Stück. Cocó taucht plötzlich bei Allegra in der Buchhandlung auf und ihr wird klar, dass Cocó nie wirklich das Land verlassen hat. Allegra tritt im Jahr 1994 gegen Greta an. |           |                             |                     |                                      |                                                |                                |                                                     |
| 8 | 8         | Lucías Geheimnis            | El secreto de Lucía | 12. Nov. 2021                        | 12. Nov. 2021                                  | Nicolás Silbert & Leandro Mark | Laura Farhi & Javier Castro Albano                  |
| Allegra und Félix sprechen mit Bárbara über den Abend der Premiere. Lucía verrät Allegra in der Vergangenheit etwas, das ihre Beziehung zu Marco gefährdet. Allegra und Sofía fordern sich gegenseitig heraus. Félix und Allegra verbünden sich, um Informationen aus Greta herauszubekommen. |           |                             |                     |                                      |                                                |                                |                                                     |
| 9 | 9         | Nur ein Tag                 | Just One day        | 12. Nov. 2021                        | 12. Nov. 2021                                  | Nicolás Silbert & Leandro Mark | Laura Farhi & Javier Castro Albano                  |
| Allegra und Sofía messen sich in während eines Tanzwettbewerbs. Félix zögert nicht, seine Zukunft aufs Spiel zu setzen, damit Allegra sich ihren Traum in der Gegenwart erfüllen kann. Allegra überrascht alle am Premierenabend im Jahr 1994 mit einer Änderung in letzter Minute. |           |                             |                     |                                      |                                                |                                |                                                     |
| 10 | 10        | Lichtjahre                  | Años luz            | 12. Nov. 2021                        | 12. Nov. 2021                                  | Nicolás Silbert & Leandro Mark | Laura Farhi & Javier Castro Albano                  |
| Allegra versucht, Marco vor seinem tragischen Schicksal zu bewahren und den Streit zwischen Caterina und Cocó zu verhindern, bevor ihr die Zeit davonläuft. Cocó trifft im Jahr 1994 eine Entscheidung, die ihr Leben für immer verändern wird. Allegra ist am Ende ihrer Reise angelangt und möchte Mutter und Tochter in der Gegenwart wieder vereinen. Doch lässt sich die Vergangenheit wirklich so einfach komplett verändern? Welcher unwiderrufliche und kostbarer Preis muss dafür gezahlt werden? Und wird es Allegra tatsächlich gelingen, alle ihre Ziele so umzusetzen wie sie es sich vorstellt, oder wird sie in letzter Sekunde scheitern? |           |                             |                     |                                      |                                                |                                |                                                     |

### Staffel 2
| Nr. (ges.) | Nr. (St.) | Deutscher Titel | Originaltitel | Erstveröffentlichung (Lateinamerika) | Deutschsprachige Erstveröffentlichung (D/A/CH) | Regie                          | Drehbuch                                   |
| ---------- | --------- | --------------- | ------------- | ------------------------------------ | ---------------------------------------------- | ------------------------------ | ------------------------------------------ |
| 11         | 1         | Challenge       | Desafío       | 24. Mai 2023                         | 24. Mai 2023                                   | Nicolás Silbert & Leandro Mark | Laura Farhi, Jorge Edelstein & Diego Ayala |
| 12         | 2         | B-Seite         | Lado B        | 24. Mai 2023                         | 24. Mai 2023                                   | Nicolás Silbert & Leandro Mark | Laura Farhi, Jorge Edelstein & Diego Ayala |
| 13         | 3         | Geheimnis       | Secreto       | 24. Mai 2023                         | 24. Mai 2023                                   | Nicolás Silbert & Leandro Mark | Laura Farhi, Jorge Edelstein & Diego Ayala |
| 14         | 4         | Die Uhr         | El reloj      | 24. Mai 2023                         | 24. Mai 2023                                   | Nicolás Silbert & Leandro Mark | Laura Farhi, Jorge Edelstein & Diego Ayala |
| 15         | 5         | Die Reise       | El viaje      | 24. Mai 2023                         | 24. Mai 2023                                   | Nicolás Silbert & Leandro Mark | Laura Farhi, Jorge Edelstein & Diego Ayala |
| 16         | 6         | Wiedersehen     | Reencuentro   | 24. Mai 2023                         | 24. Mai 2023                                   | Nicolás Silbert & Leandro Mark | Laura Farhi, Jorge Edelstein & Diego Ayala |
| 17         | 7         | Das Dilemma     | El dilema     | 24. Mai 2023                         | 24. Mai 2023                                   | Nicolás Silbert & Leandro Mark | Laura Farhi, Jorge Edelstein & Diego Ayala |